# Wiershop
Wiershop település Németországban, Schleswig-Holstein tartományban. Lakosainak száma 217 fő (2023. december 31.).

## Népesség
A település népességének változása:
| Lakosok száma | 129  | 195  | 199  | 207  | 205  | 217  |
|               | 1975 | 2017 | 2019 | 2021 | 2022 | 2023 |